# Бюджетный дефицит
Бюдже́тный дефици́т — превышение расходов бюджета над его доходами.
В случае превышения доходов над расходами возникает бюджетный профицит.

## Сбалансированность бюджета
В идеале бюджет любого уровня бюджетной системы государства должен быть сбалансирован. Однако в силу действия различных факторов (экономических, политических, природных и др.) часто возникает ситуация, когда доходы бюджета (налоговые и неналоговые) не покрывают все необходимые для соответствующего уровня бюджетной системы расходы.
Принцип сбалансированности бюджета является одним из наиболее важных принципов бюджетной системы любого государства. Он заключается в том, что общий объём предусмотренных бюджетом расходов должен соответствовать суммарному объёму поступлений в бюджет. При этом под поступлениями в бюджет подразумеваются не только доходы бюджета, но и другие источники, например заимствования (выпуск облигаций на открытом рынке). Таким образом, само по себе наличие дефицита бюджета не означает несбалансированности в том случае, если достигнуто равенство между расходами и суммарной величиной бюджетных поступлений. Несбалансированный бюджет (то есть такой, где объём расходов превышает поступления) фактически нельзя назвать бюджетом, так как он заведомо нереален для исполнения.
Составление бюджета с профицитом (с превышением доходной части над расходной) также влечёт за собой отрицательные последствия. Результатом профицитного бюджета станет снижение эффективности использования бюджетных средств (повышенные неэффективные траты, новые статьи расходов и т.п.) и, как следствие, повышение нагрузки на экономику. Следовательно, сбалансированность бюджета — основополагающее требование, предъявляемое к органам, составляющим и утверждающим бюджет.
Сбалансированный бюджет является основой нормального функционирования органов управления государства и его административно-территориальных образований. Если же хотя бы небольшая часть бюджетов дефицитна (или хотя бы возник кассовый разрыв), это может привести к задержке финансирования бюджетных учреждений, срыву сроков выполнения государственных и муниципальных заказов, возникновению проблемы неплатежей в народном хозяйстве. Идеальным вариантом был бы, конечно, полностью бездефицитный бюджет, в котором сумма расходов полностью соответствовала объёму доходов, причём все доходы поступали бы наперёд расходов. Однако в условиях реальной экономики этого добиться нелегко, а подчас невозможно. Если составление бюджета с дефицитом неизбежно, для обеспечения сбалансированности приходится привлекать источники финансирования дефицита бюджета (см. ниже).
Для достижения сбалансированности бюджета в бюджетном планировании применяются методы:
1. Лимитирование бюджетных расходов, то есть установление их предельных величин для каждого бюджетного учреждения по каждому виду расходов;
2. Распределение доходов между бюджетами разных уровней соответственно распределению их расходных полномочий;
3. Мероприятия по максимизации бюджетных доходов, выявление дополнительных резервов на основе мониторинга деятельности бюджетных учреждений;
4. Модернизация бюджетного регулирования в сфере межбюджетных отношений;
5. Планирование бюджетных расходов, влекущих за собой потенциальный рост доходов за счёт стимулирования экономики и эффективного решения социальных задач;
6. Соблюдение принципа экономии расходов; отказ от затрат, не являющихся необходимыми с точки зрения общественного блага;
7. Использование таких форм бюджетных заимствований, которые обеспечивают наиболее надёжное и эффективное привлечение денежных средств с финансовых рынков.

Важным инструментом в деле обеспечения сбалансированности бюджета на стадии его исполнения является процедура санкционирования бюджетных расходов. Она предусматривает контроль со стороны казначейских органов за соблюдением бюджетными учреждениями установленных лимитов бюджетных обязательств. Этим достигается недопущение расходов, не предусмотренных бюджетом, а также выдерживание сроков осуществления расходов. В случае текущего снижения доходов бюджета относительно плановых величин, предусмотрен механизм сокращения и блокировки расходов бюджета. Необходимо постоянно осуществлять финансовый контроль за целевым, экономным и эффективным хозяйствованием в бюджетных учреждениях, мониторинг динамики бюджетных расходов.

## Причины образования бюджетного дефицита
Причинами возникновения бюджетного дефицита могут выступать:
1. Рост государственных расходов в связи со структурной перестройкой экономики и необходимостью развития промышленности.
2. Рост неоплаченного государственного долга[1].
3. Сокращение доходов государственного бюджета в период экономического кризиса.
4. Чрезвычайные обстоятельства (войны, массовые беспорядки, крупные катастрофы, стихийные бедствия)
5. Неэффективность финансовой системы государства.
6. Политический популизм, выражающийся в росте социальных программ, не обеспеченных финансовыми ресурсами.
7. Коррупция в государственном секторе.
8. Неэффективность налоговой политики, вызывающая увеличение теневого сектора экономики.

Проблема сокращения бюджетного дефицита весьма серьёзна по ряду причин.
Во-первых, объём необходимых государственных расходов велик. Эти обязательства накапливаются десятилетиями, многие из них не подлежат сокращению, снижение других является непопулярной мерой и затрагивает интересы различных групп населения.
Во-вторых, находить новые источники пополнения бюджета достаточно сложно. Рост налогов негативно сказывается на деловой активности в экономике, способствует криминализации экономики (уклонению от налогообложения, росту теневой экономики).

## Классификация бюджетного дефицита
Бюджетный дефицит можно классифицировать по ряду критериев.
По характеру возникновения бюджетный дефицит может быть случайным либо действительным. Случайный (кассовый) бюджетный дефицит, как правило, обусловлен временными разрывами в поступлении и расходовании средств. Случайный дефицит в основном характерен для местных бюджетов, так как они в большей степени зависят от одного источника финансирования. Действительный дефицит объясняется невосполняемым отставанием роста доходов бюджета от роста расходов. Действительный дефицит закладывается в законе о бюджете на финансовый год в качестве предельной величины, но может оказаться выше или ниже в процессе исполнения бюджета.
По продолжительности бюджетный дефицит может быть хроническим или временным. Хронический дефицит повторяется в бюджете из года в год. Чаще всего хронический дефицит является следствием продолжительного экономического кризиса. Временный дефицит может длиться в течение не столь долгого срока. Он является не столь опасным для экономики и возникает в силу случайных колебаний доходов и расходов. Проблема заключается в том, что временный дефицит при неумелом управлении может перерасти в хронический.
По отношению к плану бюджетный дефицит может быть плановым, то есть предусмотренным законодательным актом о бюджете, или внеплановым, объясняющимся непредвиденным ростом расходов или резким сокращением доходов.
С учётом расходов по обслуживанию государственного долга бюджетный дефицит может быть первичным либо вторичным. Первичный дефицит — это чистое превышение расходов бюджета над доходами. Вторичный бюджетный дефицит не подразумевает превышения расходов над доходами, но объясняется наличием дополнительных расходов на процентное обслуживание уже существующего бюджетного долга.
В мировой практике также различают следующие виды дефицита госбюджета:
- циклический дефицит — спад деловой активности и сокращение налоговых поступлений;
- структурный дефицит — положительное либо отрицательное сальдо бюджета при наличии естественного уровня безработицы, при наличии естественного уровня ВВП, при ставках налога и трансфертных платежей, определённых законодательством. Такой дефицит является результатом дискреционной фискальной политики.

## Меры по управлению бюджетным дефицитом
В целях облегчения последствий бюджетного дефицита для экономики страны может быть предпринят ряд мер по управлению бюджетным дефицитом.
1. Эмиссионное покрытие бюджетного дефицита. Бюджетный дефицит может быть уменьшен или даже полностью покрыт за счёт выпуска дополнительных денег. Такая мера провоцирует инфляцию, которая обесценивает внутренний долг и фактически удешевляет его обслуживание. Если темпы инфляции достаточно высоки, процентные ставки по государственным ценным бумагам могут даже стать отрицательными. Тем не менее высокая инфляция, перерастающая в гиперинфляцию, крайне вредна для экономики государства, приводя к деградации денежной системы, обесцениванию сбережений населения, экономическому спаду. Помимо этого, в условиях инфляции государство вынуждено каждый новый выпуск государственных ценных бумаг обуславливать более высокой процентной ставкой, а также вводить ценные бумаги с плавающей процентной ставкой. Это в значительной мере нивелирует выгоду эмиссионного покрытия бюджетного дефицита.
2. Налоговое покрытие бюджетного дефицита. Введение дополнительных налогов и увеличение ставок существующих налогов в краткосрочной перспективе позволяет наполнить бюджет. Однако такая мера в дальнейшем может привести к невыгодности инвестиций и предпринимательской активности, а следовательно — к сокращению производства и переходу части экономики в теневой сектор. Таким образом, налоговое покрытие бюджетного дефицита даёт лишь краткий эффект, в последующем уменьшая доходы бюджета в связи уменьшением налогооблагаемой базы.
3. Секвестирование бюджета. Представляет собой пропорциональное снижение всех расходных статей бюджета на определённую долю. Применяется с момента ввода и до конца бюджетного года. В рамках секвестирования возможно наличие ряда защищённых расходных статей, перечень которых определяется высшими органами власти. Ряд статей (таких, например, как обслуживание внешнего долга) секвестировать невозможно.

В Соединённых Штатах Америки, например, существует разделение расходных статей бюджета на прямые (обязательные) и дискреционные. Прямые расходы гарантированы действующим законодательством (социальные пособия, программы медицинского обслуживания и т. д.) и не могут быть урезаны. Дискреционные расходы ежегодно рассматриваются и утверждаются конгрессом США в рамках бюджета на будущий год. Одновременно устанавливается лимит таких расходов. Если фактические расходы бюджета начинают превышать эти лимиты, то запускается механизм секвестирования, уменьшающий бюджетный дефицит (закон Грэмма — Рудмана — Холлингса).

## Финансирование бюджетного дефицита
Различают два вида финансирования бюджетного дефицита — денежное и долговое.
Денежное финансирование означает, что для покрытия бюджетного дефицита правительство получает кредиты центрального банка. Фактически это подразумевает выпуск в обращение (эмиссию) дополнительных денежных средств. Такое финансирование используется лишь в крайних случаях, так как его использование влечёт за собой весьма негативные последствия для экономики. В результате реализации такого инструмента денежная масса национальной валюты увеличивается на величину, не обеспеченную товарами и услугами. Как следствие растёт инфляция, нарушается нормальный механизм ценообразования, что в итоге влечёт за собой падение курса национальной валюты.
Помимо этого, отрицательным следствием раскручивания инфляции может стать проявление «эффекта Танци». Суть этого явления заключается в том, что налогоплательщики начинают сознательно оттягивать уплату налогов в государственный бюджет.
За время отсрочки деньги частично обесцениваются, фактическая налоговая нагрузка снижается, что в свою очередь опять же уменьшает доходы бюджета и усугубляет бюджетный дефицит. Таким образом финансовая система страны расшатывается всё больше.
Поэтому законодательство многих стран накладывает жёсткие ограничения на использование такого метода финансирования бюджетных дефицитов. В ряде стран кредитование правительства центральным банком запрещено. По бюджетному кодексу Российской Федерации в настоящее время в России денежное финансирование дефицитов бюджетов также запрещено.
Долговое финансирование осуществляется путём выпуска доходных государственных обязательств, которые размещаются и свободно обращаются на фондовом рынке, а по истечении определённого срока погашаются государством. Поскольку деньги для покрытия бюджетного дефицита занимаются на рынке, прироста денежной массы не происходит.
Таким образом, различаются следующие источники долгового финансирования дефицитов:
1. Кредиты банков и небанковских кредитных организаций.
2. Кредиты иностранных государств, международных финансовых организаций.
3. Государственные займы, осуществляемые путём выпуска ценных бумаг от имени государства.
4. Бюджетные кредиты, получаемые от других уровней бюджетной системы (как правило от вышестоящих нижестоящим).
5. Поступления от продажи имущества, находящегося в государственной собственности:
  - акции и доли участия в предприятиях,
  - земельные участки и объекты природопользования,
  - государственные запасы драгоценных металлов и драгоценных камней.

Преимущество долгового финансирования очевидно. Однако существуют и негативные стороны государственного заимствования. Выпущенные государством ценные бумаги обычно рассматриваются участниками фондового рынка как весьма надёжные. Приобретая государственные обязательства, владельцы капитала сокращают таким образом инвестиции в реальный сектор экономики. Это влечёт снижение предпринимательской активности, ставя под вопрос перспективы экономического роста.

## Бюджетный дефицит: плюсы и минусы

Динамика бюджетного дефицита и профицита США в XX в.